# Two Boys in Blue
Two Boys in Blue est un film muet américain réalisé par Otis Turner et sorti en 1910.

## Fiche technique
- Titre : Two Boys in Blue
- Réalisation : Otis Turner
- Production : William Selig
- Pays d'origine :  États-Unis
- Genre : Film d'aventure, Thriller
- Dates de sortie : 
  -  États-Unis : 20 octobre 1910

## Distribution
- Tom Mix